# Valerio Floriano
Valerio Floriano (in latino Valerius Florianus; V secolo) è stato un politico romano durante il regno di Teodorico il Grande.
Appartenente a una famiglia di classe senatoria (ebbe il rango di vir clarissimus), fu nominato comes domesticorum (carica che sotto il regno di Teodorico serviva a elevare colui che la riceveva al rango di vir inlustris), poi comes sacrarum largitionum.
Ricoprì la carica di praefectus urbi di Roma in un periodo non meglio identificato tra il 491 e il 518, probabilmente tra il 491 e il 493 o quanto meno tra il 491 e il 497; durante il suo mandato restaurò l'Atrium Libertatis, una costruzione pertinente la Curia, e il Secretarium Senatus